# John St. Clair
Pour les articles homonymes, voir John St Clair.
(en) Statistiques sur pro-football-reference
John Bradley St. Clair (né le 15 juillet 1977 à Roanoke dans l'État de la Virginie aux États-Unis) est un sportif professionnel américain de football américain ayant évolué au poste d'offensive tackle pendant onze saisons (2000-2010) dans la National Football League (NFL), chronologiquement pour les franchises des Rams de Saint-Louis, des Dolphins de Miami, des Bears de Chicago et des Browns de Cleveland.
Au niveau universitaire, il a joué pendant quatre saisons (1996-1999) pour les Cavaliers de l'université de Virginie dans la NCAA Division I FBS.

## Biographie
St. Clair joue au football américain universitaire au poste de centre avec les Cavaliers de la Virginie. Lors de sa dernière année, il remporte le trophée Jacobs Blocking remit au meilleur bloqueur de l'ACC. Il est également sélectionné dans la deuxième équipe All-American, une première pour un centre de son université.
St. Clair est sélectionné au troisième tour de la draft de 2000 par la franchise des Rams de Saint-Louis. Il y devient titulaire en 2002 et rejoint ensuite les Dolphins de Miami en 2004 et les  Bears de Chicago en 2005. En fin de son contrat avec les Bears en 2008, ces derniers lui proposent un contrat de trois ans pour un montant total de 4 500 000$ mais les négociations échouent. Il rejoint finalement les Browns de Cleveland pour un contrat au moins deux fois plus élevé, ce qui pousse Jacob Nitzberg du Bleacher Report a écrire que les Bears n'ont pas sérieusement négocié avec St. Clair. Il finit sa carrière professionnelle à Cleveland deux ans plus tard.
Par la suite St. Clair ainsi que Keyon Dooling sont victimes d'une fraude commise par un employé de la banque Morgan Stanley qui les dédommage en 2017.

## Palmarès

### NFL
Source : Pro-Football-Reference.com
- 132 matchs joués ;
- 79 matchs joués en tant que titulaire ;
- 1 touchdown inscrit en réception (- de 3 yards) pour les Bears contre les Chiefs le 16 septembre 2007 (victoire 20-10)[6]

## NCAA
Source : Pro-Football-Reference.com
- Sélectionné dans la 1re équipe All-American en 1999 ;
- Seul centre de l'histoire des Cavaliers de la Virginie à être sélectionné dans la 1re équipe All-American ;
- Sélectionné dans la 1re équipe de l'ACC en 1999 ;
- Récipiendaire du Jacob’s Blocking Trophy 1999 (meilleur bloqueur en ACC) ;
- Sélectionné dans la 2e équipe de l'ACC en 1998 ;
- Le no 50 qu'il a porté pendant sa carrière universitaire a été retiré par l'université de Virginie[7].